# Наука самолётопоклонников
«Наука самолётопоклонников» (англ. Cargo cult science — «наука карго-культа», «научный карго-культ») — термин для одной из ветвей псевдонауки, распространённый в научной среде преимущественно западных стран и подчёркивающий аналогию между некоторыми областями исследований в науке и карго-культами (в каноническом переводе — «религиями самолётопоклонников»). В России практически не употребляется.
Впервые данный полушутливый фразеологизм использовал физик Ричард Фейнман на выступлении в Калифорнийском технологическом институте в США в 1974 году для того, чтобы негативно охарактеризовать класс научных исследований (в частности, в психологии и психиатрии), которые создают видимость научного подхода, но «лишены научной честности, принципа научной мысли, соответствующего полнейшей честности, честности, доведённой до крайности». Полная речь воспроизведена в книге «Вы, конечно, шутите, мистер Фейнман!».

## Речь Ричарда Фейнмана
Суть выступления состояла в сравнении псевдонаучной деятельности с карго-культами. В Меланезии, жители которой были незнакомы с техническим прогрессом, представители современной цивилизации воспринимались как сверхъестественные существа, которые приносили дары в грузовых ящиках. Для того, чтобы вызвать появление этих людей (и следовательно, очередную порцию даров), коренные жители создали целую систему религиозных ритуалов, внешне копирующих действия визитёров, но без понимания сущности дела.
Так же, как и муляж аэродрома не может вызвать появление самолёта, «карго-наука» и «карго-учёные» производят порочные исследования, в которых невозможен полезный результат.

У тихоокеанских островитян есть религия самолётопоклонников. Во время войны они видели, как приземляются самолёты, полные всяких хороших вещей, и они хотят, чтобы так было и теперь. Поэтому они устроили что-то вроде взлётно-посадочных полос, по сторонам их разложили костры, построили деревянную хижину, в которой сидит человек с деревяшками в форме наушников на голове и бамбуковыми палочками, торчащими как антенны — он диспетчер, — и они ждут, когда прилетят самолёты. Они делают всё правильно. По форме всё верно. Всё выглядит так же, как и раньше, но всё это не действует. Самолёты не садятся. Я называю упомянутые науки науками самолётопоклонников, потому что люди, которые ими занимаются, следуют всем внешним правилам и формам научного исследования, но упускают что-то главное, так как самолёты не приземляются.

Лауреат Нобелевской премии Фейнман предупреждает: чтобы не стать учёным-самолётопоклонником, исследователь должен прежде всего не обманывать самого себя, проверять и сомневаться в собственных теориях и собственных результатах, находить возможные изъяны в теории и эксперименте. Фейнман рекомендует задать необычно высокую, редко встречающуюся в повседневной жизни степень честности в исследовательской работе и приводит примеры из рекламного бизнеса, политики, психологии поведения для иллюстрации заурядного жульничества, недопустимого в науке.

Весь наш опыт учит, что правду не скроешь. Другие экспериментаторы повторят ваш эксперимент и подтвердят или опровергнут ваши результаты. Явления природы будут соответствовать или противоречить вашей теории. И хотя вы, возможно, завоюете временную славу и создадите ажиотаж, вы не заработаете хорошей репутации как учёный, если не были максимально старательны в этом отношении. И вот эта честность, это старанье не обманывать самого себя и отсутствует большей частью в научных исследованиях самолётопоклонников.